# Stiphrolamyra bipunctata
Stiphrolamyra bipunctata är en tvåvingeart som först beskrevs av Friedrich Hermann Loew 1858.  Stiphrolamyra bipunctata ingår i släktet Stiphrolamyra och familjen rovflugor.
Artens utbredningsområde är Namibia. Inga underarter finns listade i Catalogue of Life.